# Salix acutifolia
Salix acutifolia é uma espécie de planta de florescência na família Salicaceae, nativa da Rússia e da Ásia oriental. É um espalhamento, arbusto ou árvore, crescendo para 10 m (33 pés) de altura por 12 m (39 pés) de largura. Os brotos jovens são roxo profundo com uma flor branca. As folhas são estreitas, até 10 cm (4 polegadas) de comprimento. Os catkins são produzidos no início da primavera, antes das folhas.casca mais velho tem uma multa, padrão saldada.
Como todos os salgueiros esta espécie é dioica. Catkins masculinos são 5 cm (2 in) e prateado, com anteras de ouro, enquanto catkins fêmeas são verdes e 3 cm (1 in) de comprimento.
O acutifolia epíteto específico significa "sharp-leaved".
O clone do sexo masculino 'Blue Streak' ganhou prêmio da Royal Horticultural Society Garden de Mérito.